# Џесика Коч
Џесика Коч (шп. Jessica Coch) мексичка је глумица.

## Филмографија
| Година:    | Српски назив:    | Оригинални назив: | Улога:                   |
| ---------- | ---------------- | ----------------- | ------------------------ |
| 2015.      | /                |                   | Тамара                   |
| 2014-2015. | Пепељуга         |                   | Тања                     |
| 2012.      | /                |                   | Гала Виљависенсио        |
| 2010-2011. | Сестре           |                   | Роберта Алварес Мартинес |
| 2009-2010. | Грешне душе      |                   | Рената Валенсија         |
| 2008-2009. | Заувек заљубљени |                   | Кристина Урбина          |
| 2007-2008. | /                |                   | Марија Инес Кастрехон    |
| 2006-2007. | /                |                   | Џоана Виљареал           |

## Серије
| Оригинални назив: | Улога:        |
| ----------------- | ------------- |
|                   | /             |
|                   | посебна улога |
|                   | посебна улога |
|                   | посебна улога |

## Награде
| Година: | Категорија:                               | Теленовела: | Резултат:  |
| ------- | ----------------------------------------- | ----------- | ---------- |
| 2011.   | Најбоља женска споредна улога и ко-звезда |             | Номинована |
| 2011.   | Најбоље женско глумачко откриће           |             | Номинована |